# جان-جوزيف دينيس
جان-جوزيف دينيس هو قاضي وسياسي كندي، ولد في 27 يناير 1876 في كيبك في كندا، وتوفي في 22 سبتمبر 1960. نشط حزبياً في الحزب الليبرالي الكندي. وقد انتخب عضو مجلس العموم الكندي.